# Neuenkirchen (Mecklembourg)
Pour les articles homonymes, voir Neuenkirchen.
Neuenkirchen est une commune rurale allemande de l'arrondissement du Plateau des lacs mecklembourgeois dans le Mecklembourg-Poméranie-Occidentale et le canton de Neverin. Le village faisait autrefois partie du grand-duché de Mecklembourg-Strelitz. Sa population comptait 1 148 habitants au 31 décembre 2010.

## Municipalité
Outre le village de Neuenkirchen, la commune englobe les villages d'Ihlenfeld, Luisenhof et Magdalenhöh.

## Histoire
Le village a été mentionné pour la première fois dans un document officiel en 1360.
Son manoir date de 1646 et a été reconstruit au XVIIIe siècle. Le château est en possession de la famille von Stever de 1695 à 1945.